# Sybok
Sybok egy szereplő a Star Trek-univerzumban. Az ötödik Star Trek-filmben, A végső határban szerepelt; addig nem is tudunk róla. Spock féltestvére apai ágon. Alakítója Laurence Luckinbill.
Sybok vulkáni, apja Sarek, édesanyja egy vulkáni nemesasszony. Sybok, bár teljes mértékben vulkán, elveti a logika eszméjét, emiatt összetűzésbe keveredett a többi vulkánival, és elhagyta szülőbolygóját. Rögeszméjévé vált Isten felkutatása, ennek szentelte életét.
|  | Alább a cselekmény részletei következnek! |

Sybok társakat kezdett gyűjteni, ehhez a Nimbus III bolygóra utazott, ahol egy föderációs–klingon kolónia élt, a békés együttélés jegyében. Sybok a maga oldalára állította a kolónia lakóit azáltal, hogy szembesítette őket legmélyebb félelmükkel és segített nekik legyőzni a félelmeket.
Sybok támadást színlelt, a Csillagflotta ezért a helyszínre küldte az alig működő Enterprise-A-t, Kirk kapitány parancsnoksága alatt. Sybok feljutott a hajóra, ahol Spock elmondta Sybok kilétét társainak. Sybok megmutatta Spocknak és Dr. McCoynak félelmeiket, hogy legyőzzék őket, ám a két tiszt ennek ellenére sem állt az ő oldalára, hűségesek maradtak Kirk kapitányhoz. Mindenesetre követték Sybokot, mert, mint felfedezők, érdekelte őket az út.
Az Enterprise eljutott a galaxis középpontjára, a Sha'Ka'Ree bolygóra, ahol Sybok Istent sejtette. Mint kiderült, az ott lakozó lény nem volt isteni, mégis hatalmas ereje volt és az Enterprise-t akarta felhasználni, hogy elszabadulhasson a bolygóról. Sybok feláldozta az életét, hogy időt adjon Kirk kapitánynak és társainak elmenekülni.

## Érdekességek
A szerepet eredetileg Sean Connerynek szánták; a Sha Ka Ree bolygó neve az ő nevéből ered.